# Carpignano Salentino
Carpignano Salentino község (comune) Olaszország Puglia régiójában, Lecce megyében.

## Fekvése
A Salentói-félszigeten fekszik, Otranto városától északnyugatra.

## Története
A települést már valószínűleg az újkőkorszakban lakták erre utalnak a határában álló menhirek. A római korban már biztosan lakták, pihenőhely volt a Via Traiana Calabra mentén. A 11. századtól kezdődően hűbérbirtok volt.

## Népessége
A népesség számának alakulása:

## Főbb látnivalói
A település egyetlen építészetileg jelentős épülete egy 10. századi bizánci stílusban emelt kis templom értékes korabeli freskókkal. 